# بيير وليم غلين
بيير وليم غلين (بالفرنسية: Pierre-William Glenn)‏ (و. 1943 – م) هو مصور سينمائي من فرنسا. ولد في باريس.

## التعليم
تعلم في المعهد العالي للدراسات السينمائية (باريس).

## وصلات خارجية
- بيير وليم غلين على موقع IMDb (الإنجليزية)
- بيير وليم غلين على موقع ألو سيني (الفرنسية)
- بيير وليم غلين على موقع أول موفي (الإنجليزية)
- بيير وليم غلين على موقع قاعدة بيانات الأفلام السويدية (السويدية)
- بيير وليم غلين على موقع قاعدة بيانات الفيلم (الإنجليزية)
- بيير وليم غلين على موقع كينوبويسك (الروسية)